# PGA Tour
PGA Tour — организатор основных мужских профессиональных гольф-туров в США и Северной Америке, включая свой флагманский тур (который также известен как PGA тур, в котором он организует большую часть мероприятий), тур чемпионов (для игроков в гольф в возрасте 50 лет и старше, ранее известный как Senior PGA Tour) и общенациональный тур (для профессиональных игроков, которые ещё не прошли аттестацию, чтобы играть в PGA Tour). Его штаб-квартира находится в Понте-Ведра-Бич, штат Флорида, пригород Джэксонвилла.
В 2023 году было объявлено о слиянии PGA Tour и его конкурента LIV Golf, которого финансировал суверенный фонд Саудовской Аравии.